# Warfield (Kentucky)
Warfield es una ciudad ubicada en el condado de Martin en el estado estadounidense de Kentucky. En el Censo de 2010 tenía una población de 269 habitantes y una densidad poblacional de 124,24 personas por km².

## Geografía
Warfield se encuentra ubicada en las coordenadas 37°50′21″N 82°25′20″O / 37.83917, -82.42222. Según la Oficina del Censo de los Estados Unidos, Warfield tiene una superficie total de 2.17 km², de la cual 2.14 km² corresponden a tierra firme y (1.32%) 0.03 km² es agua.

## Demografía
Según el censo de 2010, había 269 personas residiendo en Warfield. La densidad de población era de 124,24 hab./km². De los 269 habitantes, Warfield estaba compuesto por el 100% blancos, el 0% eran afroamericanos, el 0% eran amerindios, el 0% eran asiáticos, el 0% eran isleños del Pacífico, el 0% eran de otras razas y el 0% pertenecían a dos o más razas. Del total de la población el 0.74% eran hispanos o latinos de cualquier raza.